# Hoplocercidae
Los hoplocércidos (Hoplocercidae) son una familia de lagartos naturales de los bosques tropicales de América Central y de Sur. Son predominantemente terrestres y, aunque no construyan verdaderas madrigueras, algunos utilizan sus colas espinosas para excavar en la tierra refugios poco profundos.

## Géneros
Se reconocen los siguientes:
- Enyalioides Boulenger, 1885
- Hoplocercus Fitzinger, 1843
- Morunasaurus Dunn, 1933